# Papenteich

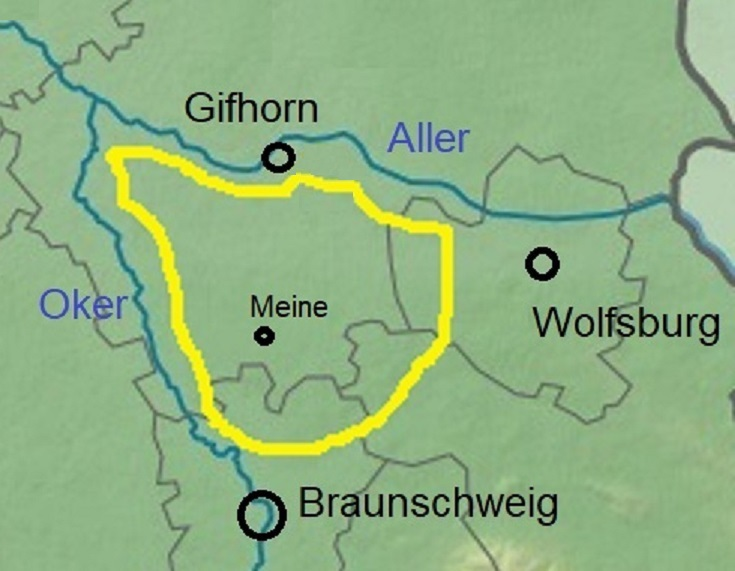
Ungefähre Ausdehnung der Region Papenteich im Osten Niedersachsens

Der Papenteich ist eine Hochfläche im südlichen Landkreis Gifhorn sowie teilweise in den Gebieten des Landkreises Helmstedt und der Städte Braunschweig und Wolfsburg. Begrenzt wird die Hochfläche ungefähr durch das Aller-Urstromtal, das Okertal und die Schunter. Der Name „Papenteich“ wird heute oftmals synonym für die Samtgemeinde Papenteich verwendet. Diese macht jedoch nur einen kleinen Teil der Papenteicher Landschaft aus.

## Geografie

### Geografische Lage

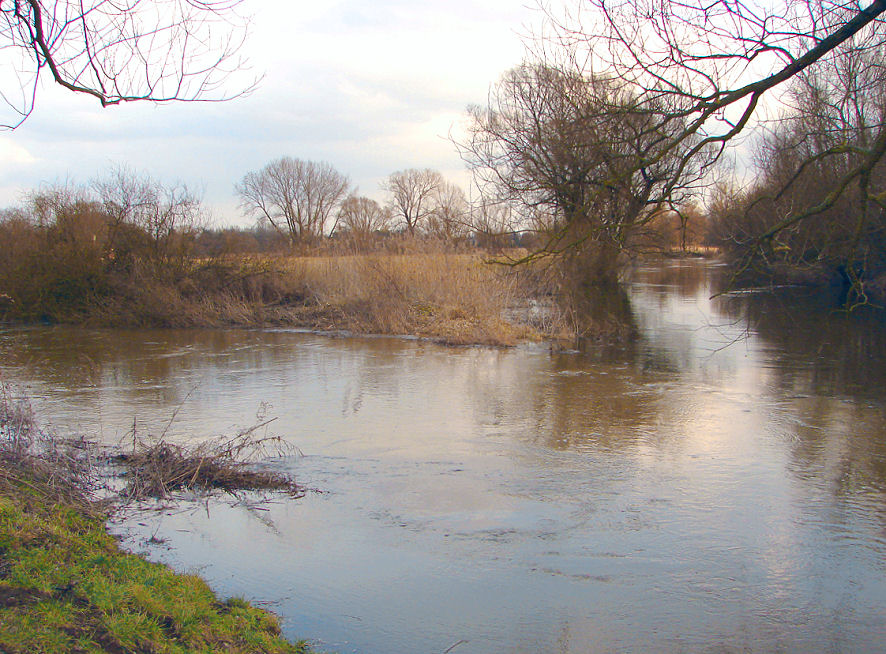
Die Mündung der Schunter in die Oker definiert das südwestliche Ende des Papenteichs

Der Papenteich liegt zwischen dem Harz und der Lüneburger Heide nördlich von Braunschweig. Mit einer Höhe von etwa 70–80 m wird der Papenteich als nördlichster Ausläufer des Harzvorlandes angesehen. Der Papenteich wird als eigene naturräumliche Region 5. Ordnung im Handbuch der naturräumlichen Gliederung Deutschlands unter der Ordnungsnummer 624.0 gelistet. Es ist damit Bestandteil des Ostbraunschweigischen Flachlands, einer Haupteinheit im Weser-Aller-Flachland. Der Papenteich ist eine sandig-lehmige Hochfläche, die im Norden zwischen Dalldorf und Sülfeld vom Aller-Urstromtal und dem Barnbruch begrenzt wird. Als östliche Abgrenzung wird eine Senkungszone zwischen Ehmen und Mörse gesehen, die Grenze verläuft zwischen Sülfeld und Flechtorf. Im Südosten und Süden schließt sich das Schuntertal an, ab Rühme verläuft die Grenze entlang dem Fluss nach Nordwesten und ab Groß Schwülper nach Norden entlang der Oker. Naturräumlich besteht der Papenteich aus drei Regionen:
- der Leiferder Sandplatte (624.00), einem relativ schmalen Streifen entlang der Oker zwischen Dalldorf und Groß Schwülper,
- der Meiner Lehmplatte (624.01) als größte Fläche im Zentrum zwischen Aller und Bienrode, die vom Mittellandkanal zerschnitten wird,
- der Essenroder Waldplatte (624.02) am südöstlichen Rand, die etwa von der Linie Waggum, Grassel, Essenrode und Klein Brunsrode nach Nordwesten abgegrenzt wird.

Heute wird die Bezeichnung „Papenteich“ auch für die Samtgemeinde Papenteich verwendet, die aber nur einen Teil der Papenteicher Hochfläche umfasst, nämlich den Südteil der Meiner Lehmplatte mit Ausnahme des Gebiets der Stadt Braunschweig.

### Geologie
Der Papenteich befindet sich vorwiegend auf einer lehmig-sandigen pleistozänen Hochfläche einer Grundmoränenplatte. Entstanden ist diese Landschaft während der Elster- und Saale-Eiszeit durch die Ablagerung von Schutt und Geröll der abtauenden Gletscher. Die Hochfläche kann an der Oberfläche in drei Gebiete unterteilt werden. Im südöstlichen Bereich, der Essenroder Waldplatte, befinden sich überwiegend Geschiebelehmflächen, im nordwestlichen Gebiet, der Leiferder Sandplatte, dominiert ein Dünengürtel aus Flugsanden über dem Rolfsbütteler Salzstock. Über die gesamte Hochfläche verteilt sind verschiedene zusammenhängende Flächen von Schmelzwasserablagerungen. Daneben gibt es noch mehrere geologische Besonderheiten. Im südwestlichen Bereich bei Groß Schwülper treten Tongesteine aus der Unterkreide an die Oberfläche. Im südwestlichen Bereich, zwischen dem Mittellandkanal und Lehre, befindet sich eine Fläche mit Ton- und Sandsteinen aus dem mittleren bis unteren Jura. Zentral auf dem Papenteich befindet sich die „Rethener-Meiner Oberkreidemulde“ mit oberflächennah anstehenden Kalkmergelschichten und Fossilien und dem „Meiner Klei“.

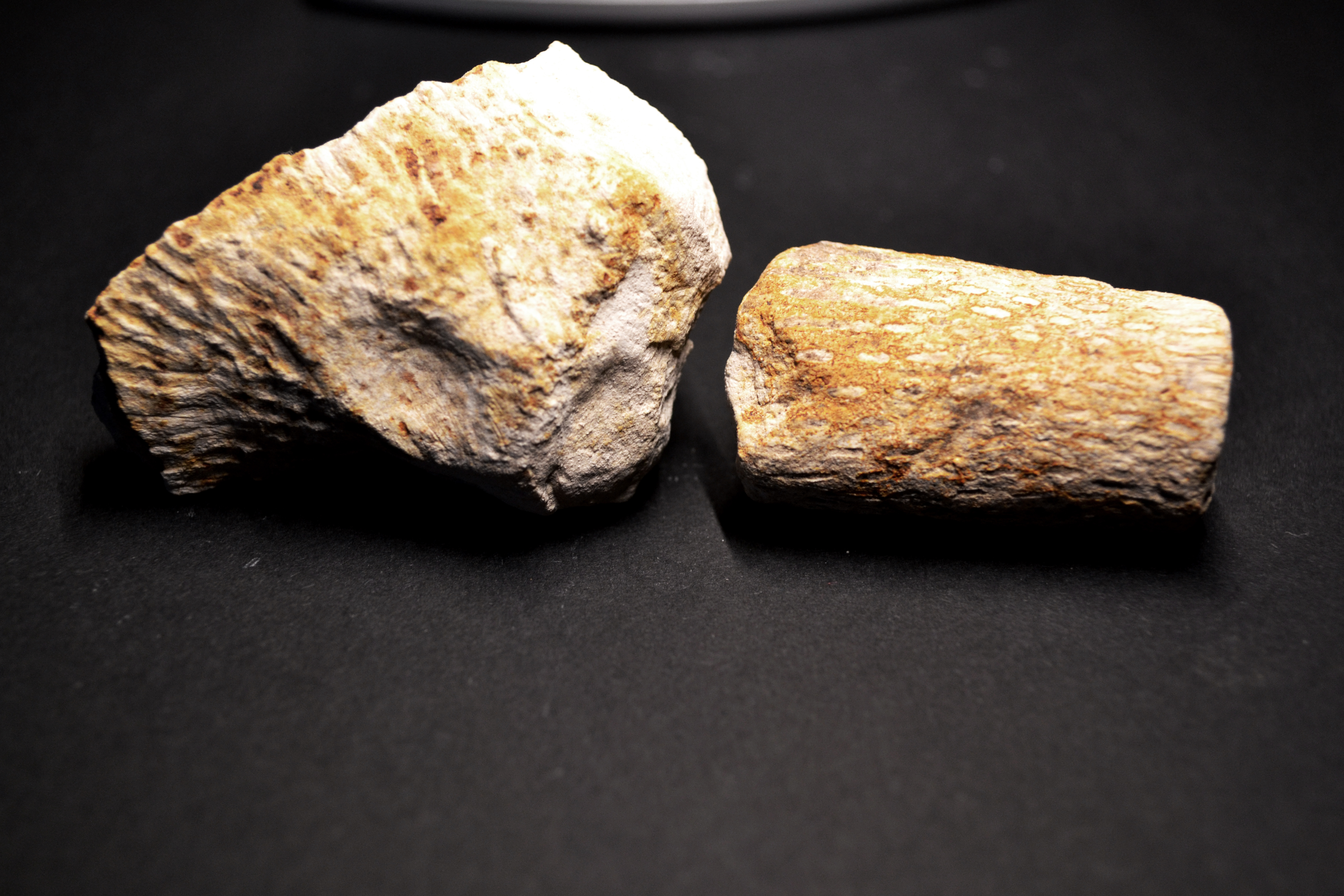
Kalkschwämme (Calcarea), Fundort: Dornplecke bei Rethen (Vordorf)
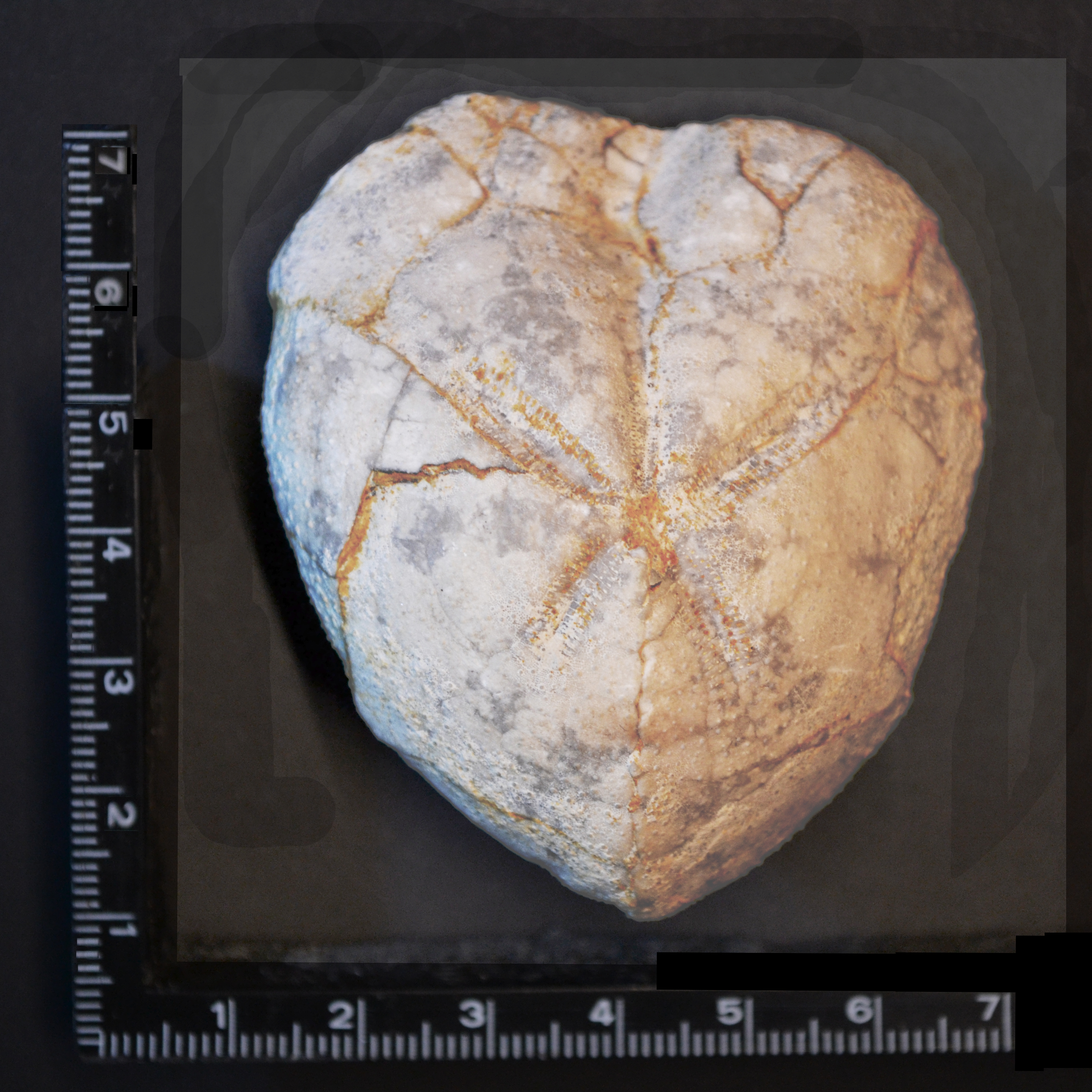
Herzförmiger Steinkern eines Seeigels (Echinoida), Fundort Rethen (Vordorf)
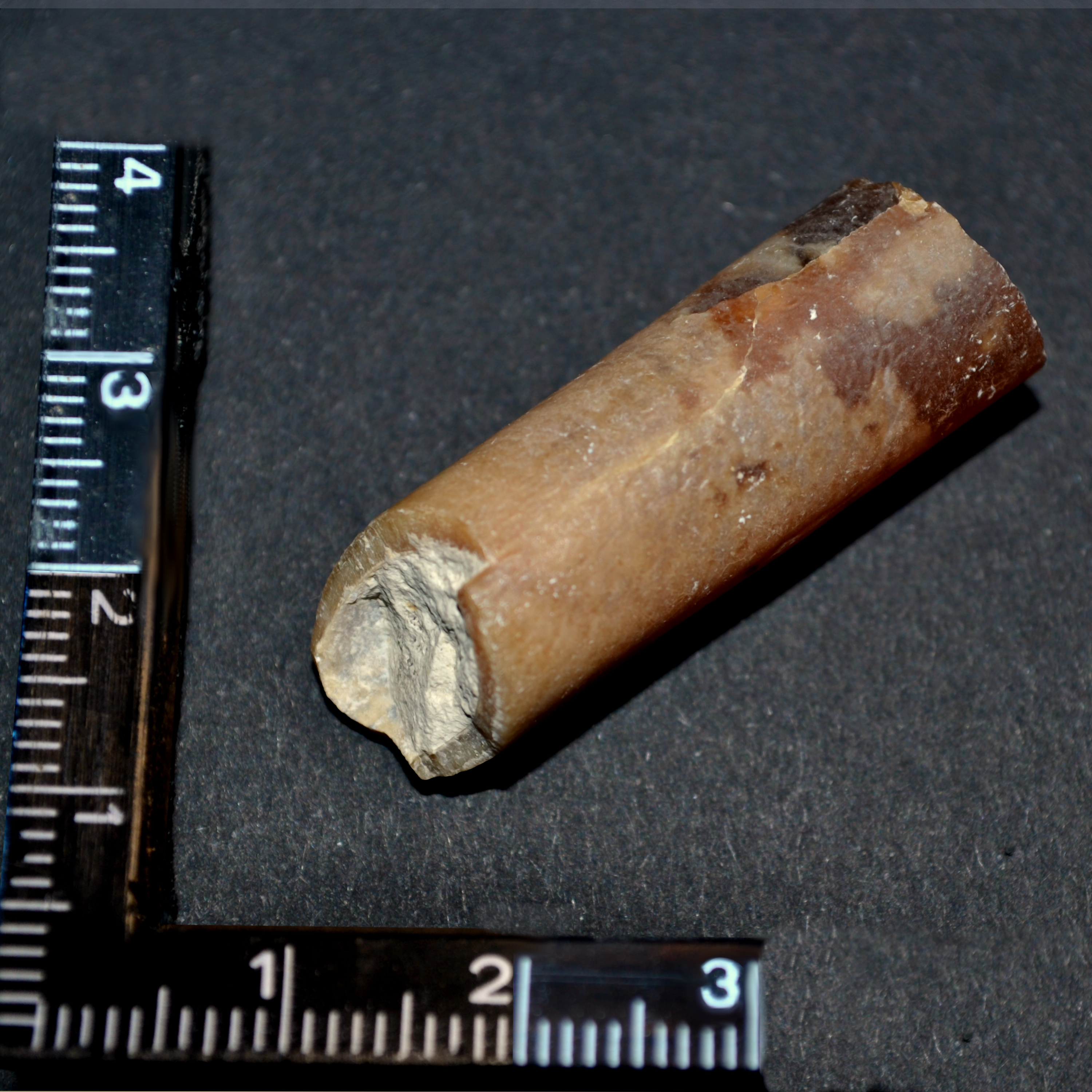
Bruchstück eines Belemniten (Rostren), Fundort Rethen (Vordorf)

Der Boden des Papenteich gehört den zwei unterschiedlichen Bodenregionen Geest und Bergvorland an. Hieraus entwickelte sich im Laufe der Zeit eine fruchtbare Lössschicht. Insgesamt weist das Gebiet nur sehr geringe Höhenunterschiede auf und wird geprägt von flachen Hügeln und Wiesentälern.

### Hydrologie
Die hydrologische Situation ist durch durchdringende mesozoische Gesteinsschichten und quartäre Lockersedimente geprägt, die sowohl Nichtwasserleitende als auch gut leitende Schichten schaffen. Durch den Wechsel der Gesteine entstehen vielerorts mehrere Grundwasserschichten. Die Fließrichtung des Grundwassers im südlichen Teil des Papenteiches ist vermutlich in Richtung des Mittellandkanals und der Schunter.

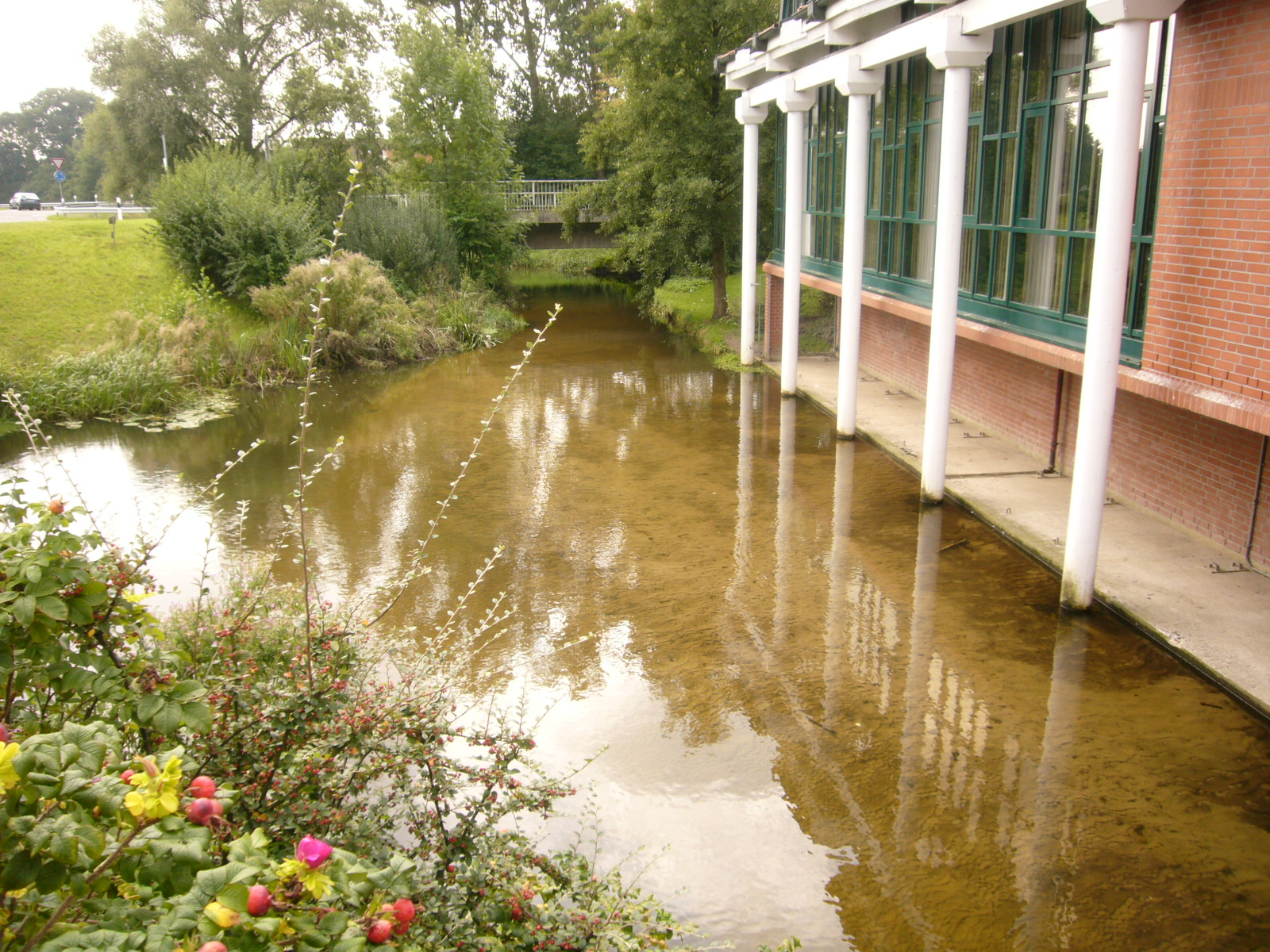
Die Hehlenriede am Rathaus der Samtgemeinde Isenbüttel

Renaturierte Mühlenriede bei Fallersleben

Typisch für die heutige hydrologische Situation der Landschaft sind, neben dem umfangreichen Entwässerungssystem der 1960er Jahre, die vielen Bäche, die im Papenteich entspringen und die die Wiesen mit geringer Geschwindigkeit durchfließen. Aufgrund seiner Hochlage und der Umschlingung durch mehrere Flüsse entwässern die Bäche in verschiedene Flusssysteme. Dabei fließt ein Großteil der Bäche in die Aller bzw. den Allerkanal (Hehlenriede, Mühlenriede, Rötgesbütteler Riede, Viehmoorgraben, Vollbütteler Riede) und nur ein sehr geringer Teil in die Oker oder die Schunter (Beberbach, Bickgraben). Die Wasserscheide zwischen den beiden Flusssystemen verläuft etwa von Flechtorf über Meinholz, Vordorf und Rethen in Richtung Hillerse. Die meisten dieser Bäche sind im Rahmen der Einrichtung der Entwässerungssysteme ausgebaut, begradigt, künstlich vertieft und oftmals zur Abwasserableitung genutzt worden. Durch diese Maßnahmen hat sich die Fließgeschwindigkeit der Gewässer stark erhöht und die Flora und Fauna der Bachläufe wurde stark verändert. Heute wird durch Renaturierungsmaßnahmen versucht, der weiteren Veränderung entgegenzuwirken.
Des Weiteren gibt es auf dem Papenteich und in der direkten Umgebung mehrere künstlich angelegte Gewässer. Hierzu zählen insbesondere die Wasserverkehrswege Mittellandkanal und Elbe-Seitenkanal, die sich bei Calberlah treffen. Der Tankumsee als bekanntes Naherholungsgebiet liegt zwar nur drei Kilometer nördlich von Isenbüttel, aber bereits im Aller-Urstromtal und damit nicht mehr auf dem Papenteich.

### Klima
Der Papenteich befindet sich im Weser-Aller-Flachland. Dieses gehört großklimatisch gesehen zu einem Übergangsbereich zwischen atlantischen und kontinentalen Luftmassen. Für diese Region typisch sind Winde aus westlicher Richtung und dadurch bedingte häufige Luftmassenwechsel und Frontendurchzüge. Die West- und Südwestwinde treten besonders in den Monaten November bis Januar sowie Juni bis August verstärkt auf und sorgen für ein eher maritimes Klima. Dagegen treten gerade im Spätwinter Ost- und südöstliche Winde auf.

## Toponomastik
Nach Untersuchungen in Bezug auf die Toponomastik (Ortsnamenforschung) lässt sich der Name Papenteich bis in mittelalterliche Urkunden verfolgen. Die ältesten Namensformen lauten dabei poppendic oder poppendyk. Die erste urkundliche Erwähnung des Papenteich entstammt der Braunschweiger Reimchronik (Ende 13. Jahrhundert), wo es mit Bezug auf die Landesteilung von 1267/1269 heißt: „dhen Poppendich zu teyle gaph herzogen Albrechte daz gevelle“. In einer weiteren Urkunde von 1318 wird den Grafen von Wohldenberg die Grafschaft im „poppendik“ zugesprochen.
Das Grundwort -diek kann für „Dickicht“ stehen, im Mittelniederdeutschen aber auch „Teich“ oder „Deich“ bedeuten, sowie im Mittelhochdeutschen auch „Grenze“ oder „wiedergutmachen, sühnen“. Was das Sühne- und Gerichtswesen betraf, so hatte der Papenteich tatsächlich in alten Zeiten eine eigene Thingstätte (vermutlich unter freiem Himmel), nämlich die Thingbänke zwischen Rötgesbüttel und Meine. Damit war der Papenteich ein eigener Gerichtsbezirk. Der erste Teil des Namens Papenteich kommt entgegen einer verbreiteten Legende nicht von den „Papen“ (Pfaffen), sondern vom Personennamen Poppo. Rinkel vermutet den wahrscheinlich 1164 verstorbenen Grafen Poppo I. von Blankenburg als Namensgeber.
Der Begriff Papenteich findet sich in der heute verwendeten Schreibweise erstmals im Topographischen Atlas des Königreichs Hannover von August Papen (1840). Dem dort bezeichneten Gebiet sind einige Ortschaften nördlich und östlich der heutigen Samtgemeinde zugeordnet.

## Geschichte

### Frühgeschichte und Antike
Archäologische Grabungen im Raum Gifhorn haben eine Reihe von Funden aus dem Mesolithikum und Neolithikum hervorgebracht. Dabei konnte eine Konzentration der Funde im Papenteich festgestellt werden. Hier fanden sich die meisten Siedlungsplätze dieser Zeit in der Dünenlandschaft entlang der Okerufer. Beispielhaft hierfür sind die gefundenen Wohngruben bei Didderse. Dagegen finden sich im Südosten nahezu keine Fundstätten. Im mittleren Papenteich wurden neolithische Funde vorwiegend nahe den Ortschaften Isenbüttel, Rethen, Vollbüttel und Wasbüttel gemacht. Südlich des Papenteich in Braunschweig-Wenden wurden zahlreiche Werkzeuge aus Feuerstein gefunden, die eine Besiedlung des Gebiets im Mesolithikum annehmen lassen.

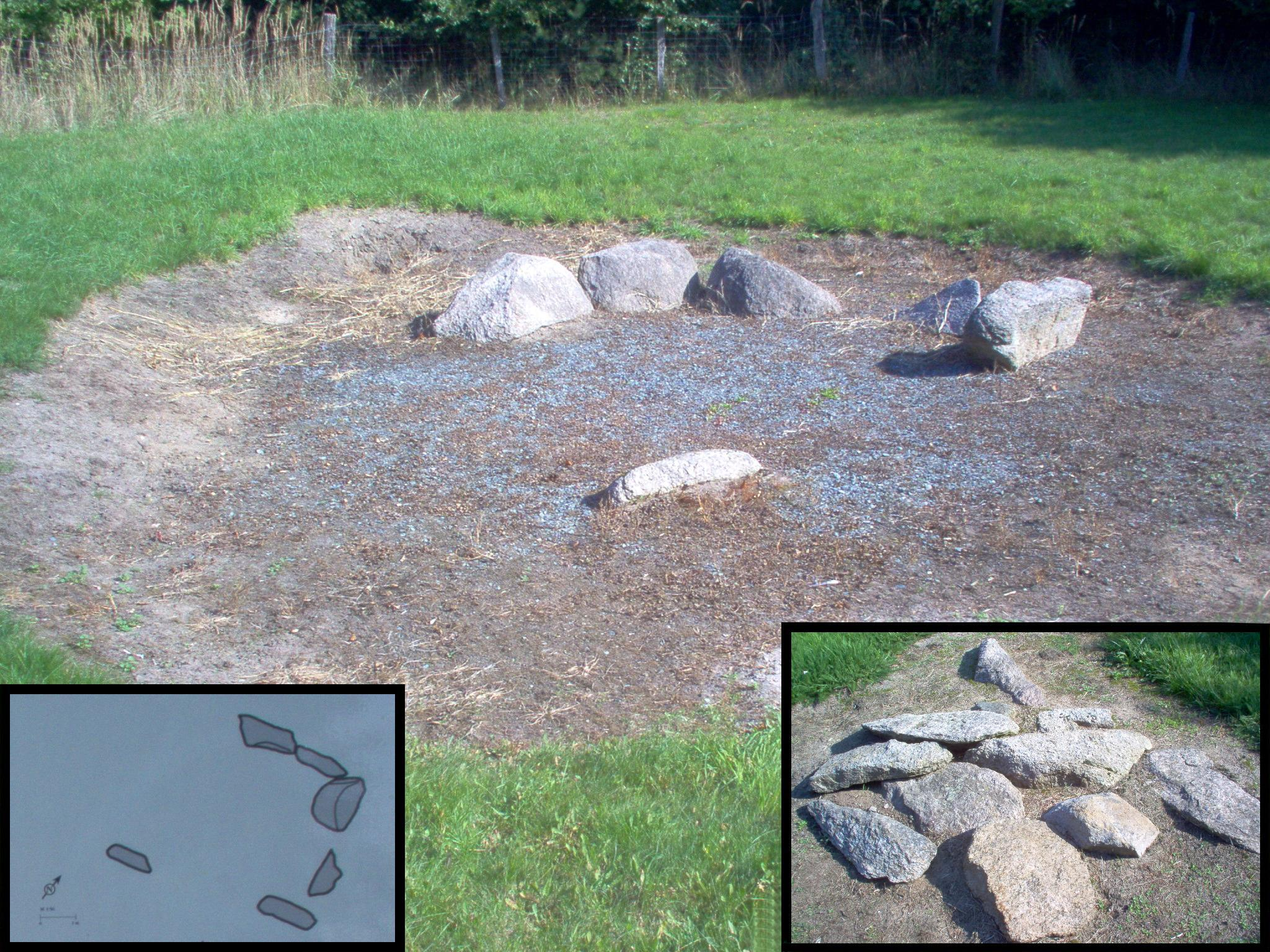
Megalithgrab von Rethen

Die mittelsteinzeitlichen Siedlungsplätze häuften sich entlang des Oker- und des Allertals und wurden wahrscheinlich vorwiegend von Fischern und Kleintierjägern bewohnt. Im Laufe der Jungsteinzeit setzte sich die nordische Megalithkultur auch im Papenteich immer mehr durch. Mögliches Beispiel hierfür ist ein 1995 gefundenes Megalithgrab bei Rethen, welches auf etwa 3000 v. Chr. datiert wurde. Es handelt sich dabei um eine gestörte Anlage, die in Ost-West-Richtung ausgerichtet war. Es ist zu beachten, dass außer den Findlingen kein weiteres für Megalithgräber typisches Fundmaterial geborgen werden konnte. Eine zu dem Grab gehörende Siedlung wird in einem Umkreis von drei Kilometern vermutet.
Bronzezeitliche Funde wurden im Gegensatz zu den steinzeitlichen Funden nur sehr wenige gemacht. Dies ist aber wahrscheinlich nicht mit einem Siedlungsrückgang gleichzusetzen, sondern mit der geringeren Widerstandsfähigkeit der bronzenen Gegenstände. Zahlreichere Funde stammen wieder aus der Eisenzeit. Zu nennen sind hierbei Urnen- und Grabfunde, die sich wieder an den Stellen häufen, an denen gleichfalls steinzeitliche Funde gemacht wurden. Festgestellt wurden Urnenfriedhöfe nahe Rethen, Vollbüttel und Wasbüttel und im westlichen Dünenbereich. Über den Zeitraum, in dem die heutige Siedlungsstruktur des Gebietes Papenteich entstand, gibt es verschiedene, teilweise widersprüchliche siedlungsgeografische Forschungsergebnisse. Ältere Quellen datieren die Gründung vieler Dörfer des Papenteiches auf die Zeit der Völkerwanderung.
Neuere Forschungen zeigen jedoch, dass aus der Zeit vor dem 5. Jh. in den Dörfern kaum archäologische Funde nachweisbar sind, wohl aber solche von vor dem 9. Jh. Daher lässt sich auf eine intensive Siedlungsphase zu Beginn des Frühmittelalters schließen.

### Frühmittelalter
Eine der frühesten Beschreibungen des Gebietes liefert ein Erlass Otto III. aus dem Jahr 997, in dem für das Gebiet des Papenteich ein zusammenhängendes umfangreiches Waldgebiet, der königliche Wildbannforst Nordwald, beschrieben wird. Es wird vermutet, dass dieses Waldgebiet spätestens um die erste Jahrtausendwende durch Siedlungstätigkeiten immer mehr in verstreute Restwaldungen zerfiel. Zu dieser Zeit bildete der Papenteich den südlichen Teil des germanischen Derlingau. Bekannt ist auch, dass es an der Rötgesbütteler Riede einen Thingplatz gab, womit bereits zu dieser Zeit ein eigenes Gerichtswesen im Papenteich bestand. Den Beginn der intensiven Siedlungstätigkeiten nehmen neuere Forschungen im 5. oder 6. Jahrhundert an, bevor 775 die Sachsenkriege Karls des Großen die Okerregion erreichten. Es wurde versucht, ausgehend von der Sprach- und Ortsnamenforschung sowie der Verteilung der Ortsnamenendungen, die Zeit der Landnahme im Papenteich näher zu bestimmen. Demnach zählen nur wenige Ortsnamen, vielleicht solche wie Rethen (Rethene) oder Meine (Meynum), zur ältesten Besiedlungszeit des Papenteich.
Bedeutend für die Entwicklung des Papenteiches waren auch verschiedene Altstraßen, die ihn durchquerten oder an seinem Rand verliefen. Die bedeutendste war dabei die Verbindung zwischen Gifhorn und Braunschweig, deren Verlauf im Papenteich heute die Bundesstraße 4 folgt. Sie verband den Elbraum mit der Mittelgebirgszone. Umstritten ist der ehemalige Verlauf jedoch im Süden beim Eintritt in den Papenteich sowie im Norden bei der Allerquerung. Eine Streckenführung über Wenden und Thune ist erst nach dem politischen und wirtschaftlichen Aufstieg Braunschweigs wahrscheinlich. Vor dieser Zeit könnte eine Strecke östlich Waggums genutzt worden sein. Genutzt wurde diese Straße bereits von Karl dem Großen im Verlauf der Sachsenkriege, um schnell Truppen zu verlegen.
Weitere Altstraßen verliefen an den Rändern der Papenteicher Hochfläche. So verlief am westlichen Okerufer eine Heerstraße von der Okerfurt in Braunschweig über Celle bis in das Bremer und Hamburger Gebiet. Eine weitere Straße verlief im Süden des Papenteich an der Schunter über die Allerübergänge bei Vorsfelde bis in die Altmark. Im Jahr 997 wird außerdem eine Straße genannt, die über Fallersleben und Weyhausen im östlichen Papenteich führte.

#### Erste Siedlungsphase
Die ersten dauerhaften Siedlungen entstanden vermutlich zwischen dem 5. und 8. Jahrhundert an den Rändern des Papenteichs. Die Siedlungen lagen an den Flusstälern während der restliche Papenteich bis zur spätmerowingischen Zeit vollständig bewaldet und kaum besiedelt war. Orte dieser ersten Siedlungsphase sind insbesondere Lehre, Mörse, Fallersleben oder Schwülper. Die größte Zahl der Dörfer, ebenfalls in Randlage, dürfte bis etwa 800 unter fränkischem Einfluss entstanden sein.
Einzig die Siedlungsgruppe um Meine mit den Dörfern Rethen, Stapel (wüst) und Vordorf wurde, jedenfalls den Thesen des Geographen Wolfgang Meibeyer zufolge, vermutlich unter fränkischem Einfluss, auf einer Rodungsinsel zentral im Papenteich errichtet. Die Siedlungsgruppe wurde exakt auf drei inselartigen Kalkmergelböden errichtet, die eine einzigartige Bodenqualität innerhalb des Papenteich erzeugen. Damit werden die Orte, zumindest Meine und Rethen, in ihrer Entstehungszeit vor die Sachsenkriege datiert. Wichtigster Grund für die Ortsgründung inmitten des Nordwaldes dürfte aber die Altstraße von Braunschweig nach Gifhorn gewesen sein (im Papenteich nimmt heute die B 4 in etwa deren Verlauf, der genaue Straßenverlauf ist in napoleonischer Zeit begradigt worden). Die Straße verband den Elbraum mit der Mittelgebirgszone und diente unter anderen auch Karl dem Großen während der Sachsenkriege als Heerstraße.

#### Zweite Siedlungsphase

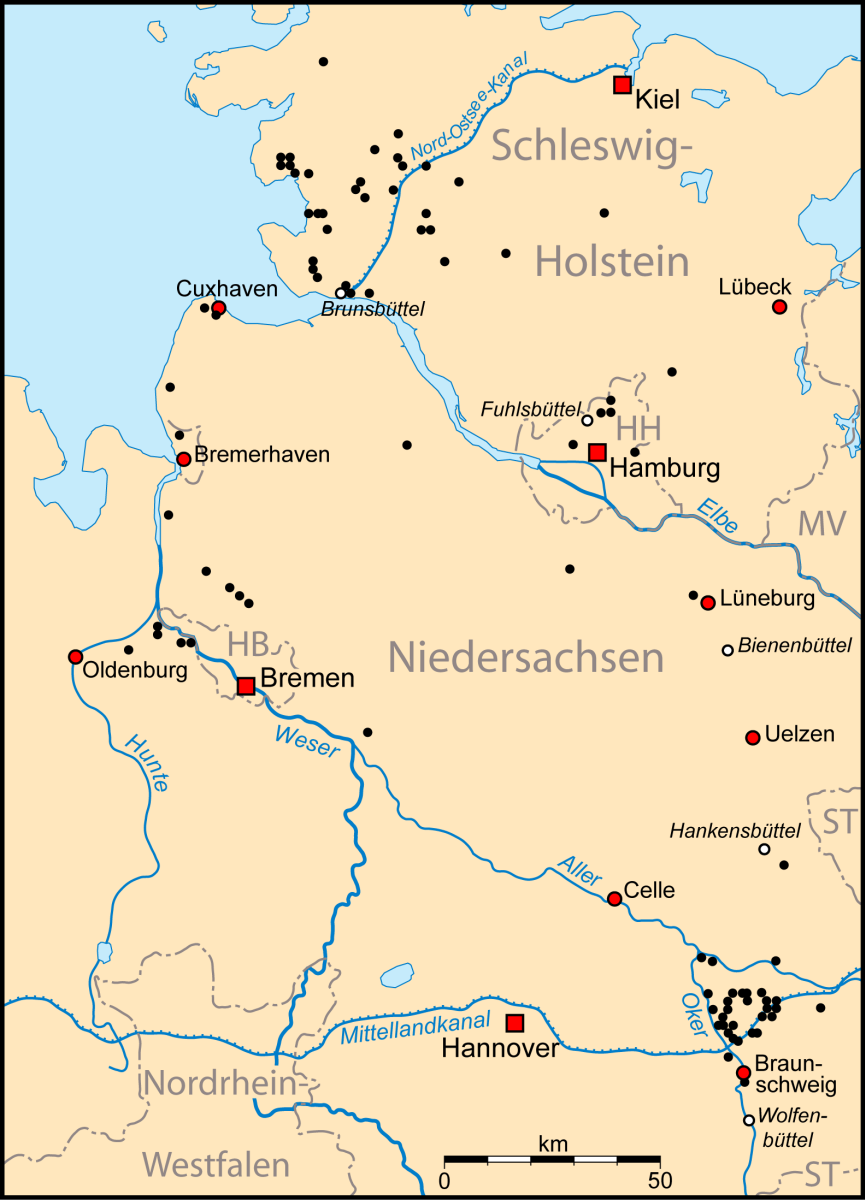
Die Büttel-Orte in Norddeutschland mit der Konzentration im Papenteich

Die nächste Kolonisationswelle setzte im 9. Jahrhundert ein. Zumeist waren dies die sogenannten -rode und -loh Ortschaften. Diese Siedlungswelle trat von der Schunter aus in Gang und begann mit der intensiven Besiedlung des Nordwaldes. Ein Beispiel hierfür ist Grassel. Eine weitere Gruppe, die heute alle wüstgefallenen Siedlungen Bätjenrode, Aukenroth, Asenrode und Sinnesrode, entstand entlang der Ostgrenze des Bistums Hildesheim zum Bistum Halberstadt. Vermutlich wurden diese planmäßig durch den Hildesheimer Bischof zur Sicherung des Grenzverlaufs geschaffen.
Bemerkenswert ist, dass ein Großteil der in Deutschland auf „-büttel“ endenden Orte im historischen Gebiet des Papenteichs liegt (überwiegend in der heutigen Samtgemeinde Papenteich). Diese Büttel-Orte sind eine Papenteicher Besonderheit. Einheimische wie auch Durchreisende nennen die Gegend bisweilen einfach „Die Büttelei“.
Es wird vermutet, dass eine Gruppe von Siedlern aus den Küstengebieten nach Süden wanderte. Diese Siedler hätten auf dem Weg einige kleine Gruppen zurückgelassen, die unterwegs die verstreuten Orte in der Heide gegründet hätten. Der Großteil aber hätte sich im Papenteich niedergelassen, dort das Land unter sich aufgeteilt und mehr als 30 büttels gegründet. Die Papenteicher wären sozusagen ein eigener Stamm gewesen.

#### Dritte Siedlungsphase
Als jüngste Siedlungsgruppe werden die Dörfer mit Ortsnamenendung „–horst“ gesehen. Wahrscheinlich bezeichnete „Horst“, ähnlich der heutigen Definition, ein kleines Waldgebiet, so dass die Horst–Orte vermutlich auf Rodungen von Restwälder zwischen den schon vorhandenen Ortschaften zurückgehen. Da einige dieser Orte bereits im Jahr 1007 in Dokumenten erwähnt werden, ist eine Gründung im späten 10. Jahrhundert anzunehmen.

#### Siedlungen mit vermutlicher Entstehungszeit
Die erste urkundliche Erwähnung der meisten Siedlungen im Papenteich liegt zwischen dem 10. und 14. Jahrhundert. Diese Erwähnungen erlauben aber kaum Rückschlüsse auf das tatsächliche Alter der Siedlungen. Die Urkunden sind häufig Eigentumsübertragungen, Inventarlisten oder Grenzbeschreibungen. Bestand über einen langen Zeitraum kein Anlass für eine solche Urkunde, blieben manche Siedlungen über Jahrhunderte unerwähnt. Auch können Urkunden zerstört werden oder verloren gehen. Einen besseren Ansatz zur Bestimmung des Siedlungszeitpunktes bieten daher archäologische Befunde sowie die Namenforschung. Ortsnamen auf -büttel oder -horst können gewissen Perioden zugeordnet werden. Im Papenteich kann der Entstehungszeitraum grob in die drei Phasen vor 800, 800-900 und nach 900 eingeteilt werden. Bei den hier aufgeführten Siedlungen handelt es sich nur um die heute noch bestehenden Ortschaften. Die Wüstungen im Papenteich sind nicht berücksichtigt.
| Ortschaft | vor 800 | 800 bis 900 | nach 900 | Ersterwähnung | Dokument            | Namensgruppe |
| --- | ------- | ----------- | -------- | ------------- | ------------------- | ------------ |
| Abesbuttel (Abbesbüttel) |         |             | x        | 1397          | SUD (VII, Nr. 34)   | büttel       |
| Adenebutle, (Adenbüttel) |         |             | x        | 1226          | SUD (I, Nr. 10)     | büttel       |
| Almersbuttele (Allenbüttel) \| |         |             | x        | 1274          | SUD (I, Nr. 79)     | büttel       |
| Asedesbuttele (Ausbüttel) |         |             | x        | 1383–85       | SUD (VI, Nr. 61)    | büttel       |
| Berchtisbutle (Bechtsbüttel) |         |             | x        | ~1200         | Or. Guelf           | büttel       |
| Beuenrode (Bevenrode) |         | x           |          | ~ 1318        | SUD (I, Nr. 303)    | rode         |
| Brunnesbuttele (Brunsbüttel) |         |             | x        | 1350          | UBB                 | büttel       |
| Kaluerlege (Calberlah) |         |             | x        | ~1318         | SUD(I, Nr. 303)     |              |
| Dalthorp (Dalldorf) |         |             | x        | 1204          | Or. Guelf           |              |
| Druchtterbiki (Druffelbeck) | x       |             |          | 781           |                     | beck         |
| Edersbutle (Edesbüttel) |         |             | x        | 1398          | SUD (VIII, Nr. 155) | büttel       |
| Gimin (Ehmen) | x       |             |          | 942           | MGH                 |              |
| Hechhorst (Eickhorst) |         |             | x        | 1007          | St.Ann              |              |
| Edzirode (Essenrode) |         |             | x        | ~1226         | SUD (I, Nr. 10)     | rode         |
| Graslege (Grassel) |         | x           |          | ~1400         |                     |              |
| Gravenhorst (Gravenhorst) |         |             | x        | 1291          | UBHa                |              |
| Brunesroth (Groß Brunsrode) |         |             |          | ~ 1200        | Or.Guelf            |              |
| Suilbore (Groß Schwülper) | x       |             |          | ~1000         |                     |              |
| Heriksbutle (Harxbüttel) |         |             | x        | 1007          | St.Ann              |              |
| Hilteratissem (Hillerse) | x       |             |          | 1054–79       |                     |              |
| Ysenebutle (Isenbüttel) |         |             | x        | ~1200         | Or. Guelf           | büttel       |
| Jelbeke (Jelpke) |         |             |          | ~1400         |                     |              |
| Minori Brunesrode (Klein Brunsrode) |         |             |          | ~1318         | SUD (I, Nr. 303)    |              |
| Lewardesbutle (Lagesbüttel) |         |             |          | 1191          | UBH                 | büttel       |
| Lefforde (Leiferde) |         |             |          | 1190          |                     | furt         |
| Meynum (Meine) | x       |             |          | 1007          | St.Ann              | heim         |
| Castrum Bruckhe (Neubrück) |         |             |          | 1321          |                     |              |
| Onhorst (Ohnhorst) |         |             | x        | 1007          | St.Ann              | horst        |
| Rethene (Rethen) | x       |             |          | 1301          |                     |              |
| Ricbaldesgebutle (Ribbesbüttel) |         |             | x        | 1007          | St.Ann              | büttel       |
| Rotlekesbutle (Rötgesbüttel) |         |             | x        | ~1226         | SUD (I, Nr. 10)     | büttel       |
| Roluesbutle (Rolfsbüttel) |         |             | x        | ~1274         | SUD (I, Nr. 79)     | büttel       |
| Soleuelde (Sülfeld) |         |             |          | ~1318         | SUD (I, Nr. 303)    | feld         |
| Volmersbutle (Vollbüttel) |         |             | x        | 1284          |                     | büttel       |
| Wrthorp (Vordorf) | x       |             |          | 1022          |                     | dorf         |
| Wagken (Waggum) |         |             |          | 1007          | St.Ann              |              |
| Wilradesbutile (Wasbüttel) |         |             | x        | 1022          |                     | büttel       |
| Wedelheym (Wedelheine) |         |             |          | 1489          |                     |              |
| Witildbutile (Wedesbüttel) |         |             | x        | 1022          |                     | büttel       |
| Wetmereshagen (Wettmershagen) |         |             |          | ~1200         | Or. Guelf           | hagen        |
| Legende: Or. Guelf = Origines Guelficae St.Ann = Steterburger Annalen von 1007 Sud = Urkundenbuch zur Geschichte der Herzöge von Braunschweig und Lüneburg UBB = Urkundenbuch der Stadt Braunschweig KC = Güterverzeichnis des Klosters St. Cyriakus |         |             |          |               |                     |              |

### Hochmittelalter
Die Landesherrschaft im Papenteich lag ununterbrochen bei den Welfen, seit 1269 bei wechselnden Teilherzogtümern von Braunschweig-Lüneburg.
Von der Gründung des Bistums Hildesheim 815 bis zur Neuumschreibung der katholischen Diözesen in Deutschland nach dem Wiener Kongress markierte die Vollbütteler Riede einen Teil der Ostgrenze der Hildesheimer Diözese zum Bistum Halberstadt. Die Grenze verlief weiter zwischen Eickhorst und Meine zur Mündung der Schunter in die Oker. Sie hatte rein kirchliche Bedeutung und bestand nach der Reformation und der Entstehung lutherischer Landeskirchen in Braunschweig-Lüneburg nur noch auf dem Papier. Manche Regionalhistoriker vermuten, dass es im frühen Mittelalter um die Diözesangrenze Streitigkeiten gab und dass in deren Zug am Ufer der Riede Dörfer gegründet wurden, die vermutlich im 14. und 15. Jahrhundert größtenteils wüst fielen.
Durch seine Lage war der Papenteich auch eng mit der Geschichte der Stadt Braunschweig verbunden. Die Einwohner des Papenteich konnten ihre Waren auf den nahe gelegenen Marktplätzen und in den Häfen der Hansestadt anbieten, was zu einem gewissen Wohlstand führte. Auch die Handelsverbindungen zu Lande von Braunschweig nach Norden verliefen zum Teil durch den Papenteich. Zu Wasser wurde der Braunschweiger Handel über die Oker abgewickelt. Die Nähe zu Braunschweig hatte aber auch negative Auswirkungen. Im April/Mai 1350 kam es zu einem Ausbruch der Pest in Braunschweig, der auch auf den Papenteich übergriff und dort besonders schlimm wütete. In etwa dieselbe Zeit fällt die Entstehung vieler Wüstungen im Papenteich. Der genaue Grund für diese Wüstfallung oder ein Zusammenhang mit der Pest-Epidemie ist nicht bekannt.

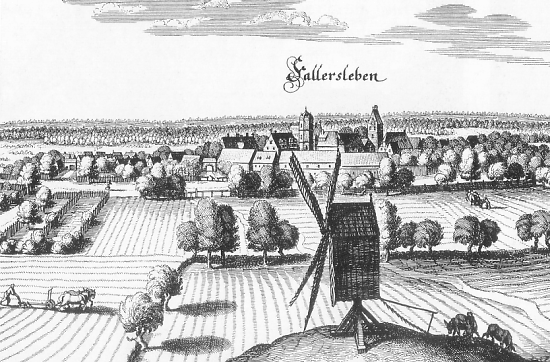
Merian-Kupferstich von Fallersleben 1654

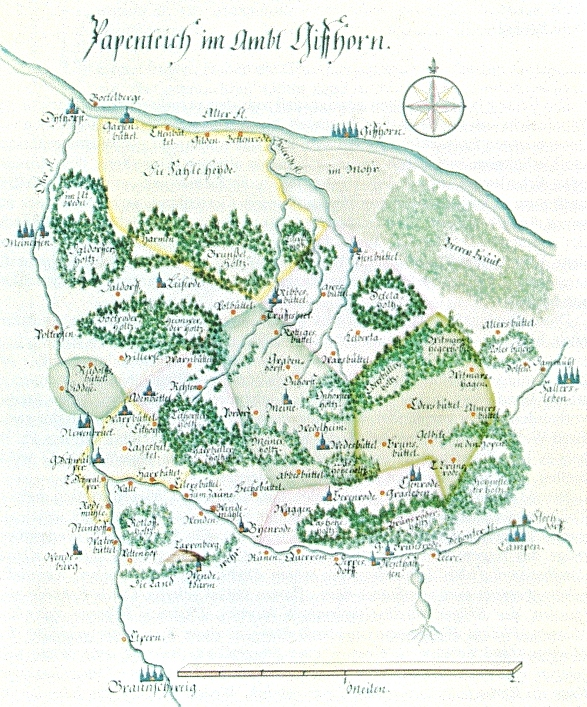
Papenteich im Amt Gifhorn von Johann Mellinger um 1600

Etwa um 1380 entstand durch die Grafen von Woldenberg die Grafschaft Papenteich als Lehen Ottos des Milden. 1337 wurde die Grafschaft an die Fürsten zu Lüneburg, Wilhelm und Otto, verkauft. Diese erhöhten ihre Präsenz im Raum Gifhorn durch den Kauf der Grafschaft Papenteich und Wettmershagen sowie des Dorfes Fallersleben. Damit bildete der Papenteich den Grenzbereich zwischen Lüneburg und Braunschweig-Wolfenbüttel, bis die Stadt Braunschweig 1430 ihre Unabhängigkeit gewann.

### Neuzeit
Das Ende der Grafschaft Papenteich bildete ein Erlass zur Bildung selbstständiger Verwaltungsbehörden von König Georg V. Aufgrund dieses Erlasses wurde zum 1. Oktober 1852 das bisherige Amt Gifhorn aufgeteilt in die amtsfreie Stadt Gifhorn sowie die Hausvogtei Gifhorn. Die Grafschaft Papenteich wurde geteilt und aus der Untergogräfschaft Papenteich sowie Teilen der Obergogräfschaft um Adenbüttel wurde das Amt Papenteich zu Gifhorn gebildet. Der nördliche Teil (um Leiferde) der Obergogräfschaft ging in der Hausvogtei Gifhorn auf. Das Amt Papenteich bildete zusammen mit dem Amt Gifhorn und der Stadt Gifhorn einen Amtsgerichtsbezirk. Durch Probleme mit der Gebietsreform erfolgte bereits zum 1. Juli 1859 eine Zusammenlegung der Ämter Papenteich und Gifhorn zum neuen Amt Gifhorn. Als die älteste Verwaltungsstruktur im Papenteich gelten die Gogräfschaften Papenteich, die bis 1852 bestanden. Die als Papenteich bezeichneten historischen Siedlungsgebiete waren dabei flächenmäßig annähernd doppelt so groß wie die heutige Samtgemeinde. Die Verwaltung der ehemaligen Obergogräfschaft Papenteich umfasste die westlichen Gebiete der Grafschaft Papenteich. Nach dem Gebietsstand vor 1852 gehörten hierzu:
- die Orte Adenbüttel, Dalldorf, Didderse, Eickhorst, Harxbüttel, Hillerse, Klein Schwülper, Leiferde, Rethen, Ribbesbüttel, Rolfsbüttel, Rothemühle, Vollbüttel, Volkse, Vordorf, Walle und Winkel
- das Landgut Warxbüttel
- die Forsthäuser Druffelbeck und Hundesholz
- die Mühle Ellersbüttel
- die einzelnen Höfe Deichhaus, Hülperode, Sandkrug und Warmbüttel.

Die Verwaltung der ehemaligen Untergogräfschaft Papenteich umfasste die östlichen Gebiete der Grafschaft Papenteich. Nach dem Gebietsstand vor 1852 gehörten hierzu:
- die Orte Abbesbüttel, Allenbüttel, Allerbüttel, Ausbüttel, Bechtsbüttel, Brunsbüttel, Calberlah, Edesbüttel, Grassel, Gravenhorst, Jelpke, Isenbüttel, Meine nebst Zellberg, Ohnhorst, Rötgesbüttel nebst Schierenbalken, Wasbüttel, Wedelheim (heute Wedelheine), Wedesbüttel sowie Wendebrück
- die Patrimonialgerichtsdörfer Essenrode und Wettmershagen
- das Landgut Martinsbüttel
- das Forsthaus Bullerhaus
- das Wirtshaus Meinersand
- die Mühlen Rischmühle und Wendemühle

## Heutige Verwaltung auf dem Papenteich

### Landkreis Gifhorn
Die Samtgemeinde Papenteich liegt zentral auf der Hochfläche des Papenteichs. Sie grenzt im Norden an die Samtgemeinden Meinersen und Isenbüttel, im Osten an die Stadt Wolfsburg, im Südosten an den Landkreis Helmstedt, im Süden an die Stadt Braunschweig und im Westen an den Landkreis Peine. Die Samtgemeinde Papenteich gibt es in ihrer heutigen Form erst seit 1970. Bei der Namensfindung wurde auf den alten Namen „Papenteich“ zurückgegriffen. Die Samtgemeinde besteht heute aus 6 Gemeinden mit 19 Ortschaften und mehreren Einzelsiedlungen. Von den Ortschaften liegen nur Walle und Rothemühle im Südosten nicht mehr auf der Hochfläche des Papenteiches.
Im nordöstlichen Teil der Papenteicher Hochfläche liegt die Samtgemeinde Isenbüttel. Die Samtgemeinde gibt es in ihrer heutigen Form erst seit 1970. Bei der Namensfindung wurde auf den Namen des Hauptortes „Isenbüttel“ zurückgegriffen. Die Samtgemeinde besteht heute aus 4 Gemeinden mit 14 Dörfern und Siedlungen.
Im nordwestlichen Teil der Papenteicher Hochfläche liegt die Samtgemeinde Meinersen. Allerdings liegt nur der südliche Teil der Samtgemeinde auf dem Papenteich, während sich der größte Teil der Samtgemeinde im Allerurstromtal befindet. Auf dem Papenteich liegen heute noch die Ortschaften Dalldorf, Hillerse und Leiferde.

### Landkreis Helmstedt
Innerhalb des Landkreises Helmstedt liegt nur der äußerste nordwestliche Teil der Gemeinde Lehre auf dem Papenteich. Dies betrifft die Ortschaften Essenrode, Groß Brunsrode und Klein Brunsrode.

### Stadt Braunschweig
Innerhalb des Stadtgebietes liegt nur der äußerste nördliche Teil auf dem Papenteich. Dies betrifft die Stadtteile Bevenrode, Harxbüttel und Waggum. Die auf der Hochfläche des Papenteich liegenden Ortschaften wurden 1974 in die Stadt Braunschweig eingemeindet und gehörten vorher zum Landkreis Braunschweig.

### Stadt Wolfsburg

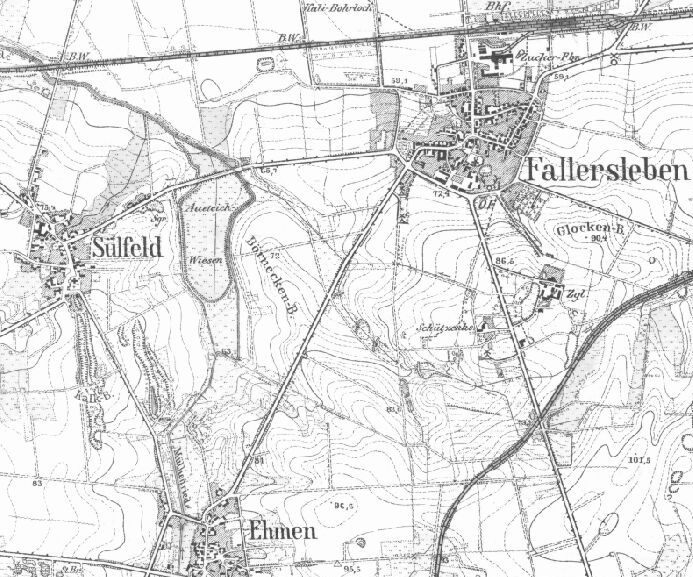
Fallersleben, Ehmen und Sülfeld um 1892

Innerhalb des Stadtgebietes liegt nur der äußerste westliche Teil auf dem Papenteich. Dies betrifft die Stadtteile Ehmen, Fallersleben, Mörse und Sülfeld.